# Esslingen (distrito)
Esslingen ou, na sua forma portuguesa, Eslinga é um distrito da Alemanha, na região administrativa de Estugarda, estado de Baden-Württemberg.

## Cidades e Municípios
- Cidades:

1. Aichtal
2. Esslingen (Neckar)
3. Filderstadt
4. Kirchheim (Teck)
5. Leinfelden-Echterdingen
6. Neuffen
7. Nürtingen
8. Ostfildern
9. Owen
10. Plochingen
11. Weilheim (Teck)
12. Wendlingen (Neckar)
13. Wernau (Neckar)

- Municípios:

1. Aichwald
2. Altbach
3. Altdorf (Nürtingen)
4. Altenriet
5. Baltmannsweiler
6. Bempflingen
7. Beuren
8. Bissingen (Teck)
9. Deizisau
10. Denkendorf
11. Dettingen (Teck)
12. Erkenbrechtsweiler
13. Frickenhausen
14. Großbettlingen
15. Hochdorf (Plochingen)
16. Holzmaden
17. Kohlberg
18. Köngen
19. Lenningen
20. Lichtenwald
21. Neckartailfingen
22. Neckartenzlingen
23. Neidlingen
24. Neuhausen (Fildern)
25. Notzingen
26. Oberboihingen
27. Ohmden
28. Reichenbach (Fils)
29. Schlaitdorf
30. Unterensingen
31. Wolfschlugen